# 皮埃尔·奥热罗

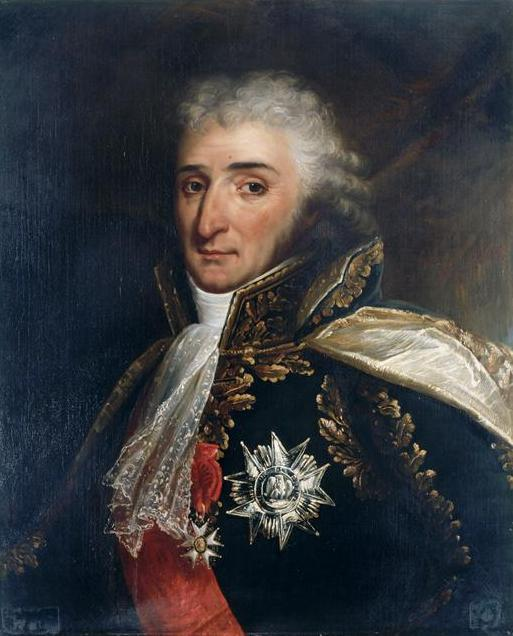
夏尔·皮埃尔·弗朗索瓦·奥热罗

卡斯蒂廖内公爵夏尔·皮埃尔·弗朗索瓦·奥热罗（法語：Charles Pierre François Augereau, duc de Castiglione；1757年10月21日—1816年6月12日），法国元帅。

## 早年生活
奥热罗1757年10月21日出生于巴黎，是一位巴黎人水果摊主的儿子。1774年17岁时在卡拉賓騎兵参军。他曾在俄罗斯军队、普鲁士军队（1786年）和那不勒斯军队（1787年）中服役，但因多次擅離職守而被開除軍籍。後他在德勒斯登成为了一个著名的擊劍者和决斗者。但他因在争吵后杀害一名官员而必须逃回法国。法國大革命爆發後，他熱切的擁護革命，於1790年加入国民自卫軍，1791年加入雇佣军性质的“德意志军团”，擔任參謀與訓練等職務。1793年被指控犯有叛国罪而被捕，但旋即获释，进入第十一轻骑兵团，并于6月26日获上尉军衔。1793年12月23日，所部全部转属東俾里牛斯军团。1794年8月13日，他已经晋升为中校，并因赢得菲格拉斯之战（11.17-20）和罗萨斯包围战（11.21-1795.2.3）的胜利，以擊退西班牙軍入侵闻名。

## 法国大革命战争期间
1795年奥热罗转入意大利军团任少将师长，義大利戰役期間，奧熱羅證明他是一個優秀的師級指揮官，義大利軍團指揮官拿破崙對他的評價是:“有著堅毅的性格，且精力充沛。熟捻於戰事且受周遭的人愛戴。”奧熱羅随拿破仑远征皮埃蒙特和伦巴第，在1796年4月13日，奥热罗率领9千余人的部队击败奥地利普罗维拉将军的独立旅，攻占了险要的米里希摩峡谷，并在14日迫使普罗维拉投降。8月5日的卡斯蒂廖内之战中，受命与塞吕里耶师一起对奥地利维尔姆泽元帅的左翼进攻，由于其坚决顽强的作战受到了拿破仑的盛赞和奖赏。11月15日他更是在阿爾科萊戰役中扮演重要的角色，日後《阿科萊橋上的波拿巴》這幅以拿破崙為中心的英雄式畫作為世人熟知，但事實上另一幅繪製奧熱羅持旗站在橋頭鼓舞軍心的畫作，完成時間要早於前者。
義大利戰役期間，奧熱羅與布律納產生嫌隙，奧熱羅平時肆意地吹噓功勞也讓其他將領感到不快。
在第一次反法同盟战争结束后，他奉命带着缴获的60面军旗回到巴黎，将其奉献给督政府。这位号称法兰西第一击剑能手和最善战师师长的将军很受欢迎，随后受命为维罗纳的军事总督。
为了推翻由保王党控制的议会，奧熱羅奉拿破崙命令回到巴黎協助政變，1797年7月成为巴黎第十七军区司令，督政府遂任命有强烈雅各宾派色彩的奥热罗发动果月政变。1797年9月4日奥热罗将包括皮什格鲁将军和巴泰勒米督政官在内的大批保王党人投进监狱。但改选出来的督政府只任命他为莱茵军团司令，然而奧熱羅並不適合擔任高階指揮官，他時常無視上級命令，且熱衷於搶掠。在1799年11月9日的雾月政变中，时为500人议员的奥热罗起初坚决反对政变，因此在拿破仑掌权后，被派遣从事外交领事，1800年在德国、1801年在荷兰任低职，又被迫于1801年10月退休。

## 拿破仑战争期间

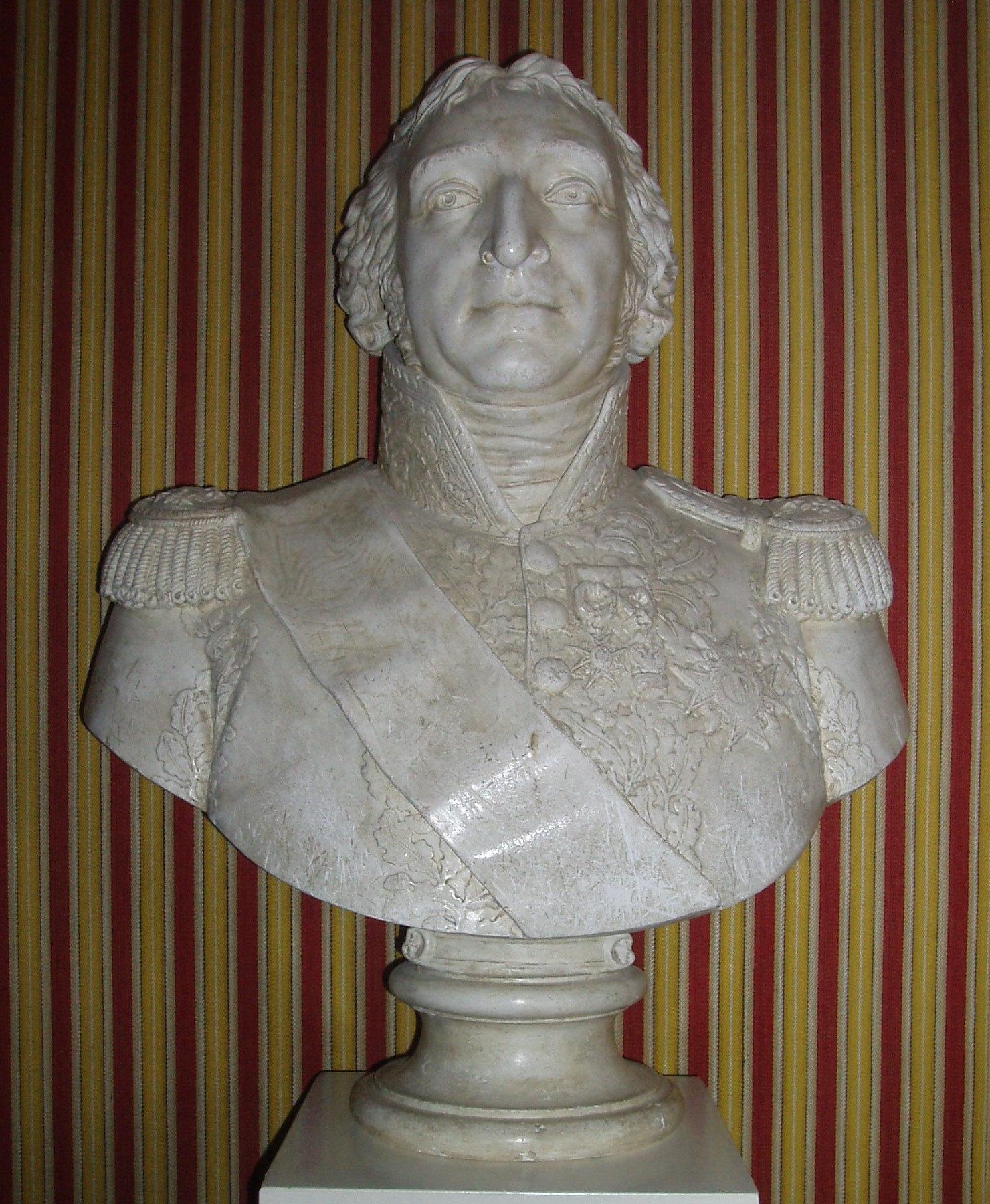
奥热罗元帅胸像。

1803年9月，奥热罗重回軍隊，負責指挥在大西洋港口贝央和布列斯特的战斗。1804年5月19日被授予帝國元帅称号。1805年8月30日被任命为第七军（14000人）军长，他的部隊作為後方預備隊，因此未能參與烏爾姆戰役與奧斯特里茨戰役。1806年10月14日，率部赶至耶拿参加会战，并担任左翼，與普魯士南翼部隊交戰，全歼三个萨克森旅。
在1807年2月8日参加埃劳战役，指揮中央部隊负责主攻，然而奧熱羅當天發起高燒，只能將自己固定在馬匹上指揮。其部队因为突然间的暴风雪而迷失方向，被处于顺风位置的俄军炮火居高临下地轰击而損失慘重，期間更是被來自後方友軍炮火誤擊，他指揮的第七軍基本失去戰力，其中14团全军覆没，奥热罗失去坐騎，本人也受了重伤，因此回到其庄园长期休养，過往的活力已消磨殆盡。1808年3月19日被封为卡斯蒂廖内公爵。半島戰役期間奧熱羅於1809年10月被派到西班牙代替洛朗·古维翁-圣西尔元帅指挥第七军，但因圍攻赫羅納不力，而被麥克唐納元帥取代。1810年4月12日被皇帝召至德国指挥第十一军（50000人）。1812年侵俄战争期间，担任柏林及法兰克福的总督及後勤補給司令。1813年战役期间，他指挥第十一及第十六军，并亲率后者参加了瑙姆堡之战（10.9）。莱比锡战役（10.16-19）期間，奧熱羅負責守衛南方數個村莊，抵禦奧軍猛烈攻勢。
在1814年战役期间，任里昂军团司令，3月21日在几乎没遭遇战斗的情况下放弃里昂。波旁复辟后，他于4月16日归附王朝，命令手下士兵改用波旁王朝的白色徽章，并公開谴责拿破仑是一個犧牲無數士兵性命的暴君。6月4日成为贵族院成员，6月21日任里昂第十九军区司令，11月26日任卡昂第十四军区司令。1815年3月，拿破仑从厄尔巴岛归来时，奥热罗于3月22日呼吁其士兵效忠拿破仑，但因为其1814年的表现被拿破仑视作背叛，于4月10日从元帅名单上除名，百日王朝期间未得到委任。百日王朝结束后，重新进入贵族院。因拒绝参加审判米歇尔·内伊元帅的军事法庭，遂退役回到沙托城堡的庄园。并于1816年6月12日卒于斯地，享年59岁。

## 引用
1. ↑  Michel Cadé, « Augereau (Charles, Pierre, François) », in Nouveau Dictionnaire de biographies roussillonnaises 1789-2011, vol. 1 Pouvoirs et société, t. 1 (A-L), Perpignan, Publications de l'olivier, 2011, 699 p. (ISBN 9782908866414)
2. ↑  . senat.fr.   [2022-10-14]. （原始内容存档于2022-10-14）.
3. ↑  . napoleon-empire.   [2022-10-14]. （原始内容存档于2022-10-16）.
4. ↑  . napoleon.org.   [2022-10-14]. （原始内容存档于2022-10-15）.